# 아테지

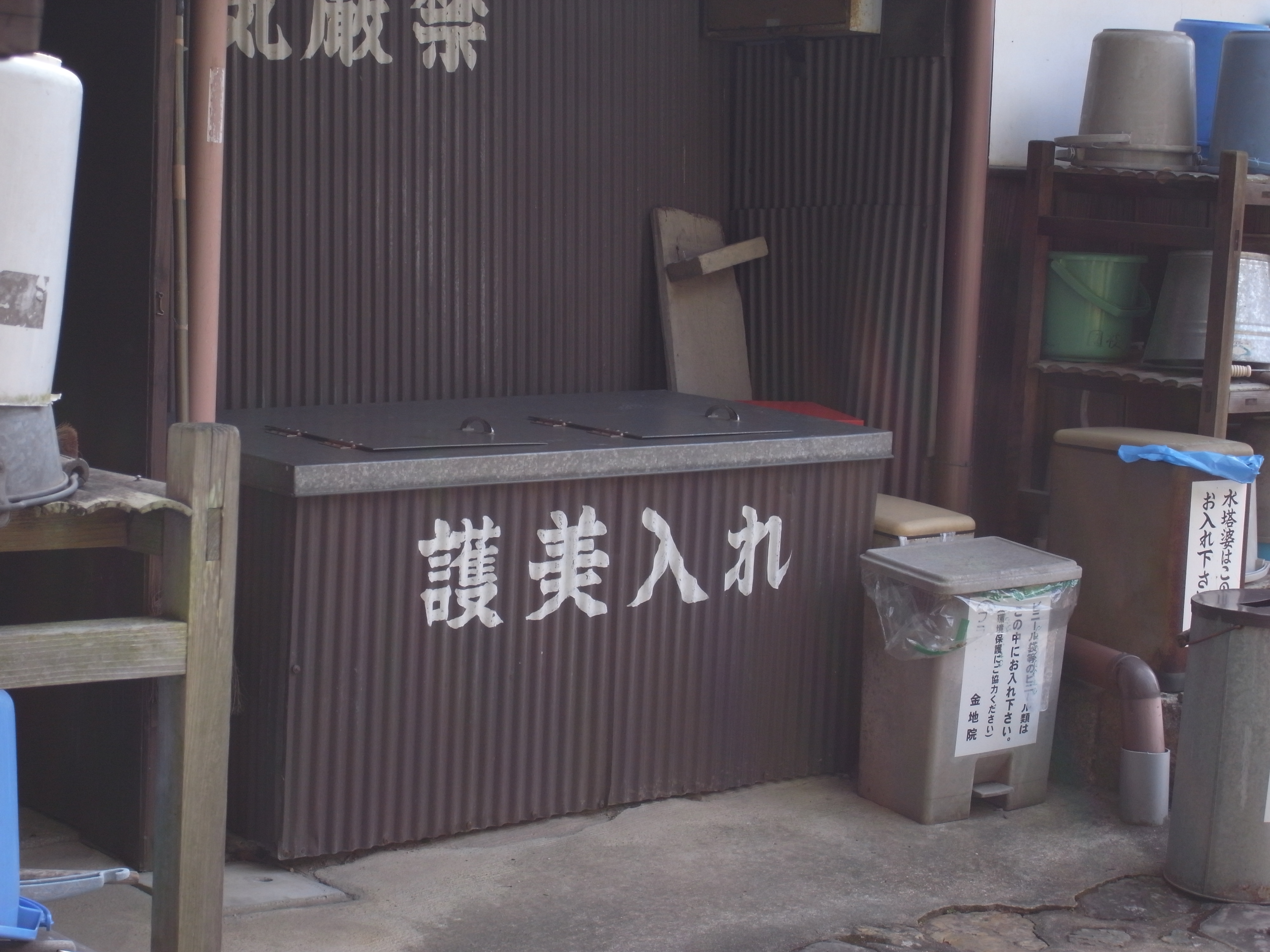

아테지(일본어: 当て字、宛て字 あてじ[*])는 일본어의 한자용법에서 한자가 가진 본래 뜻에 관계없이, 음이나 훈음을 이용하여 낱말을 표기하는 방법이다. 한자이용법(6서) 가운데는 가차용법에 해당하며, 한국어 한자용법에서 군두목(또는 취음)과 기본원리가 같다.

## 역사
고대 일본의 노래모음인 만요슈를 쓰는데 쓰였던 만요가나의 용법에서부터 아테지가 쓰였다. 후대에 표음음절문자인 가나가 발명되면서 문법적 기능을 드러내는 토씨는 가나로 표기하게 되었으나, 명사를 포함한 체언은 어종(語種)에 관계없이 한자로 쓰려는 경향이 셌다. 그런 아테지 가운데 자주, 그리고 널리 쓰였던 것들은 오늘날에도 일본어 표기상 그 흔적을 드러내고 있으며, 일본어 사전에도 괄호 안에 한자를 표시해 주고 있다. 현대 일본어에서는 기본적으로 관용으로 굳은 것이외에 무분별한 아테지의 사용은 제한하고 있다.

## 용법
한자의 음만 빌린 것도 있으나, 일본어 한자용법의 특징인 음훈 혼용에 따라 훈음으로 글자를 적는 경우도 빈번하다. 아테지는 음이나 훈음을 그냥 빌릴 뿐 아니라, 본래 의미와 관계없는 임의적인 해석을 아테지를 통해 덧붙인다.
예를 들어 "어쨌든"이란 뜻의 낱말인 도니카쿠(とにかく)를 쓰면서 兎に角라고 표기하면, "토끼에 뿔"이라는 뜻이 된다. (물론 어원적 의미와는 아무 관계가 없다.) 일본 지명에도 많은 아테지가 쓰이고 있다. 도쿄의 지명인 닛포리는 어원적으로는 새로 파다의 뜻인 新堀로 썼으나, 나중에 하루종일 지내도 물리지 않는다는 뜻의 日暮里란 표기로
바뀌었다.

### 일본어
- 빨간글자: 음독을 빌린 글
- 파란글자: 훈독을 빌린 글
- おもしろい　→　面白い
- でたらめ　→　出鱈目
- めでたい　→　目出度い・芽出度い
- できる　→　出来る
- たぶん　→　多分
- たくさん　→　沢山

### 외래어
- コーヒー　→　珈琲
- カレー　→　咖喱・咖哩
- カタログ　→　型録
- モットー　→　目当
- ショップ　→　商鋪

## 같이 보기
- 군두목